# Pseudatteria bradleyi
Pseudatteria bradleyi es una especie de polilla del género Pseudatteria, familia Tortricidae.
Fue descrita científicamente por Obraztsov en 1966.